# Списак рудника у Италији
У Италији је већина рудника која су постојала почетком 1900. године затворена. На планини Амиата налазе се прилично велика лежишта живе (као цинабарит), чија експлоатација је завршена 70-их година прошлог века, а минерали флуора (флуорит) извађени су у рудницима Сардиније у Силиусу до пре неколико година. Уместо тога, рудници гвожђа (који се налазе у Когнеју, у области Вал Д'Аоста, на острву Елба и Сардинија) и рудници угља (у области Сулцис, Сардинија) напуштени су због ниске концентрације минерала и високих трошкова производње у поређењу с другим депозити у иностранству.
Важнија је производња такозваних материјала „друге категорије“, попут кречњака, мермера, гранита, глине, травертина, песка, итд. Тачније, Италија је водећи светски добављач пепелнице (половина укупне светске производње). Извучени пећински камен углавном долази из Липарија. Штавише, Италија се налази на другом месту у Европи, одмах иза Немачке, по производњи сировог челика и цемента. Италија је један од највећих светских произвођача фелдспатских минерала (силиката) са 4,7 милиона тона произведених у 2015. години.
Извоз природног камења (пре свега мермера) широм света је веома развијен. Мермер у Италији налази се у многим областима. Најважнија географска подручја за производњу белог мермера је Тоскана, тачније на Апуанским Алпама. Лацио, Ломбардија, Полија и Венето су друга веома важна подручја за вађење обојеног мермера.

## Кејв ди Куса
Кејв ди Куса је био древни каменолом на Сицилији. Налази се 3 километра јужно од града Кампобељо ди Мацара у провинцији Трапанаро, Италија. Дуга је 1,8 километара и налази се на гребену који се протеже од истока ка западу. То је каменолом који је почео са радом у првој половини 6. века пре нове ере, а његов камен коришћен је за изградњу храмова у древном грчком граду Сељинунте. Напуштен је 409. године пре нове ере, када су град заузели Картагињани. Сада је званична археолошка зона Сицилије и популарно туристичко место.
Камен пронађен на месту Кејв ди Куса био је веома погодан за градњу. Овај каменолом је минирao дуги низ година, тачно 150. Постоје докази који верују да је у једном тренутку 150 људи радило тамо. Многи од њих су били робови. 409. године п. н. е. Кејв ди Куса је изненада напуштена. То је последица неочекиваног и нежељеног доласка картагињанског окупатора Ханибала Мага. Ова посета је избила у рат између супротстављених снага, и на крају је Селинунте поражен. Град је уништен након пораза, а каменолом више није радио. Робови и радници побегли су са тог места. Кејв ди Куса је у своје време био веома ефикасан, па би смо се могли запитати шта би било са те локације током историје да није била напуштена.
Сама локација је покривена са 60 блокова стена, од којих су многи цилиндричне природе, у разним фазама, који су првобитно били намењени изградњи храма. Камен са овог места коришћен је за стубове у храму, а многи стубови и данас постоје. Камен се налази у различитим деловима каменолома, па је очигледно да се напуштање локалитета десило прилично брзо. Постоје докази да су на камењу трагови од разних камених алата, па су археолози успели да утврде методе које су користили за вађење камена. За резбарење камена кориштене су многе ефикасне и напредне методе, попут рупа постављених на „архитравима“ којима је омогућено да кроз њих увуку ужад и греде како би се помогло у подизању стене. То показује колико су били интелигентни стари народи на овом месту.

## Рудник угља Карбосулцис
Рудник угља Карбосулцис је рудник угља који се налази на Сардинији. Рудник има резерве угља у износу од 2,5 милијарди тона суб-битуминозног угља, један је од највећих резерви угља у Европи и свету и има годишњи капацитет производње од 1,5 милиона тона.

## Буса дел Помар
Буса дел Помар је древни рудник сребра који се налази на северу Италије, североисточно од Трента. То је један од главних рудника (локално назван Канопеј ) који су део старог комплекса за експлоатацију сребра у Монте Калисију. Рудник се налази на око 600 м надморске висине и на око 1 км од села Gardolo di Mezzo, близу Маси Сарацинија и Виа Клаудиа Августа. Рудник има три улаза: доњи и главни улаз су повезани разгранатом мрежом тунела који су често неприступачни и могу да се уруше. Трећи улаз, за разлику од претходних, не наставља у дубину, већ се убрзо завршава. Лежиште је седиментног порекла и део је последњег слоја кречњака формације Белерофон. Ископана руда састојала се од галенита који садржи значајно висок проценат сребра. Унутар рудника се и даље могу уочити танки слојеви барита.
- Доњи улаз
- Главни улаз
- Горњи улаз

## Остали рудници
Поред наведених издвајају се и следећи рудници:
- Рудник Бивонги
- Рудник Пацано
- Туфара ди Фиано
- Рудник Кејв дел Предил
- Рудник Гамбатеса
- Рудник Карона
- Рудник Алта ван Сесиа
- Амиантифера Балангеро
- Рудник Гуиа
- Рудници Сулцис Иглесијенте
- Рудник Аргентиера
- Рудник Баку Абис
- Рудници Агригенто
- Рудници Калтанисета
- Рудници Катања
- Рудници Ена
- Рудници Палермо
- Латомија
- Рудник Реалмонте
- Пасквасија
- Рудник Капорићано
- Рудник Корнаћино
- Рудник Рави Марчи
- Рудник Тоскана
- Рудник Монтекастели
- Рудник Сан Силвестро
- Салине ди Волтера
- Рудник Предои
- Кава дел Феро
- Рудник Когне
- Рудник Гарес